# Ouésso

Ouésso (em 
kikongo: Weso) é uma cidade e uma comuna da República do Congo, capital do departamento de Sangha. Tinha uma população de 75 095 habitantes em 2023, data do último censo oficial do país.
Ouésso é uma das quatro zonas económicas especiais da República do Congo. As principais indústrias da cidade são a mineração, a silvicultura, a agricultura e o processamento de madeira. Um acordo de compra de energia em 2017 com o Grupo Gezhouba levou à criação da Central Hidroelétrica de Liouesso, que alimenta Ouésso.
Sua posição, a jusante da confluência dos rios Ngoko e Sangha, fez da cidade a principal porta de entrada para o interior de Camarões e para as florestas de Sangha. Desde os tempos antigos, o local tem sido habitado pelo povo pigmeu e é uma importante área de caça. Em 1891, uma missão liderada por Alfred Fourneau estabeleceu um posto colonial francês em Ouesso, na confluência dos rios Sangha e Ngoko. A missão partiu de Ouesso em 12 de fevereiro de 1891 e chegou a Libreville em 29 de maio de 1891. Um de seus objetivos era estudar a criação de uma rota de comunicação entre o estuário do Gabão e o Sangha. O domínio colonial francês sobre essa Ouesso e a Sangha nunca foi realmente eficaz. Houve períodos inteiros de quase autonomia sob o controle dos chefes tribais locais e também sob o domínio colonial alemão em algumas ocasiões até 1918, quando a cidade tornou-se efetivamente parte do Congo Francês.